# Хусий
Хусий (Хушай) Архитянин — персонаж Ветхого Завета, друг царя Давида.

## В Ветхом завете
Истории Хусия посвящено три главы Второй книги Царств Ветхого Завета. Во время заговора своего сына Авессаломома, который захватил власть, Давид покинул Иерусалим. Когда он молился Богу на вершине Елеонской горы, то он увидел, что ему навстречу идёт его друг Хусий Архитянин, «одежда на нем была разодрана, и прах на голове его»(2Цар. 15:32). Давид сказал своему другу отправиться в Иерусалим и поступить якобы на службу Авессалому и всё что он услышит в доме царя должен пересказать священникам Садоку и Авиафару, а те через своих сыновей будут всё сообщать Давиду(2Цар. 15:36). 
Отправившись к Авессалому, Хусий поприветствовал его словами: «Да живет царь, да живет царь!»(2Цар. 16:16). Он поступил на службу к Авессалому и стал его советником. Хусий советовал Авессалому не принимать совет Ахитофела, который предлагал отправиться с войсками в погоню за Давидом. Авессалом решил, что «совет Хусия Архитянина лучше совета Ахитофелова»(2Цар. 17:14). Совет Хусия сохранил жизнь Давиду и помог обеспечить победу над Авессалом, захватившим власть. 
После победы в битве Давид спросил Хусия о здоровье сына, на что тот сказал: «Да будет с врагами господина моего царя и со всеми, злоумышляющими против тебя то же, что постигло отрока!(2Цар. 18:32)» Потрясённый смертью сына, царь оплакивал его.